# 岩內線
岩內線（日语：／ Iwanai sen */?）曾經是一條由日本國有鐵道（國鐵）營運的鐵路線（地方交通線）。此線由日本北海道岩內郡共和町的小澤站自函館本線分岔，連結同郡岩內町的岩內站 (日本)。根據1980年（昭和55年）實施的國鐵再建法）獲指定為第1次特定地方交通線，1985年（昭和60年）7月1日廢除。

## 路線資料
- 管轄：日本國有鐵道
- 路段（營業距離）：小澤－岩內 14.9公里
- 站數：6個（包括起點站）
- 軌距：1,067毫米
- 複線路段：沒有（全線單線）
- 電氣化方式：沒有（全線非電氣化（日语：非電化））
- 閉塞方式：Tablet閉塞式
  - 可交會車站：沒有（全線1閉塞）

## 历史
岩内线原本以连接岩内和函館本線为目的，根据轻便鐵道法于1912年作为岩内轻便线开业。岩内拥有鲱鱼捕捞产业繁荣，同时面向日本海的良港，其沿线亦有茅沼煤矿和产銅的国富矿山，因而岩内线一时依靠海产品、煤炭和矿石运输而繁荣。然而，随着鲱鱼捕捞的衰退、矿山的关闭、巴士和公路运输的发展以及沿线道路的修缮，岩内线的客货运输量大幅减少，并于1968年（昭和43年）被指定为赤字83線之一。1980年，随着日本国有铁道经营再建促进特別措置法（国铁再建法）的颁布被指定为第1次特定地方交通線，于1985年7月1日废止，转换为巴士路线。

### 前史（岩内马车铁道）
- 1905年（明治38年）7月14日：小泽 - 岩内作为岩内马车铁道开通。同北海道铁道（今函館本線）开始进行联络运输[1]。
- 1909年（明治42年）5月：为向政府请愿铺设铁路，岩内铁道期成同盟会成立[2]。
- 1910年（明治43年）7月10日：铁道院向岩内町发布作为铺设条件的土地提供的通牒[2]。
- 1912年（明治45年）5月11日：岩内马车铁道废除。

### 岩内轻便线→岩内线
- 1912年（大正元年）11月1日：小泽站 - 岩内站 (14.9 km) 作为岩内轻便线开业[3]。新设前田站、岩内站[4]。
- 1913年（大正2年）9月21日：新设国富站[4]。
- 1919年（大正8年）12月5日：新设幌似站[4]。
- 1922年（大正11年）9月2日：改名为岩内线[3]。
- 1949年（昭和24年）6月1日：随日本国有铁道法施行，移交至日本国有铁道（国铁）。
- 1963年（昭和38年）10月1日：新设西前田站[4]。
- 1972年（昭和47年）12月24日：岩内线（岩内 - 黑松内）的开工取得认可，日本铁道建设公团举行了起工式[3]，但之后计划中止。
- 1973年（昭和48年）10月：废除蒸汽机车的运行[5]。
- 1981年（昭和56年）9月18日：被指定为第1次特定地方交通线。
- 1984年（昭和59年）2月1日：全线 (14.9 km) 货物营业废除[6]。
- 1985年（昭和60年）7月1日：全线废除 (14.9 km)[6]。转换至二世古巴士[6][7]。

### 未成区间（黑松内 - 岩内）
原本该线路是濑棚 - 寿都 - 岩内 - 然别的铁路铺设运动的结果，并有一部分区间被批准建设間。此外，在太平洋战争后，由于函馆本线的陡坡和弯道，作为旁路的“後志國黑松內至岩内附近铁道”被纳入于1953年（昭和28年）8月1日公布施行的《铁道敷设法等部分改正法律》。
1957年（昭和32年）4月3日，该线被纳入调查线，并于1964年（昭和39年）6月25日升格为工事线，同时黑松内 - 汤别区间预定利用于1968年（昭和43年）废除的寿都鐵道的路基。该线于1965年（昭和40年）开始进行现场实地测量，并于同年10月1日举办了由地方主办的开工仪式。1972年（昭和47年）12月24日，尽管工程得到了认可着工，但仅对岩内站附近的部分用地进行了收购，之后工程便中止。如若岩内线全通，函馆 - 札幌之间相较于经由函館本線能够缩短10km的距离，相较于室蘭本線和千歲線能够缩短44km的距离。 铁建公团原计划将其配备适用于运行时速100km以上的列车的最新设施，其最高坡度为10‰，最小曲线半径为800m，总事业费为103亿日元。
1972年（昭和47年）10月24日，工程被批准。为完成此项目，需要10年的工期和约100亿日元的工程费用。在工程批准后的25日，岩内町等沿线8个町村事先向国铁和铁建公团提交了开业后的亏损金额全部由沿线负担的字据。这是地方自治体首次提出援助国铁。運輸省以该字据作为事实上的保证书，因而以履行同自治体的约定为由，尽管当时国铁的赤字额不断攀升，但仍然批准了新线建设。
然而另一方面，自治省对这一破例行为提出了异议，并认为这一对国铁的补助不应当得到认可。根据地方财政再建促进特别措置法，地方团体禁止对国家、国铁、公社、公团捐款，而垫付无法律、政令为根据的支出亦为违法行为。如若默许对国铁的支援行为，必然会令其它线区遭到波及，在事实上构成了违法，因而意图阻止。
之后，自治省要求北海道就这一事件对其事实关系进行调查。批准了新线开工的运输大臣佐佐木秀世表示：“由于同当地形成了约定，所以批准了(新线建设)。我确信今后各町村将各自在议会上(就是否承担亏损)做出正式决定。如若有悖于约定，我方亦有可能不发出工程命令。”并且，岩内线建设促进期成会的字据尽管以期成会董事的名义签署，但其本身由区别地方自治体的任意团体构成，因此并不触犯地方财政再建促进特别措置法。关于如何处理亏损负担的问题，在线路完工尚且遥遥无期的情况下讨论这一话题为时尚早，到那时再避免触犯法律即可。
未成区间全长43.915km，经过雷电海岸和寿都鐵道的废线迹，并在中途设置了第3雷电隧道 (5232m)、第2雷电隧道 (580m)、刀挂隧道 (3160m)、尻别隧道 (605m) 、第2种前隧道（560m）等数个长隧道。
计划设置的车站
岩内站 - 敷岛内站 - 雷电站 - 港町站 - 矶谷站 - 美谷站 - 歌弃站 - 汤别站 - 中之川站 - 黑松內車站

## 車站列表
所在地以廢除時為準。所有車站都位於北海道。
| 中文站名 | 日文站名 | 英文站名 | 站間距離 | 營業距離 | 接續路線               | 所在地       | 所在地 |
| -------- | -------- | -------- | -------- | -------- | ---------------------- | ------------ | ------ |
| 小澤     |          |          | -        | 0.0      | 日本國有鐵道：函館本線 | 岩內郡共和町 |        |
| 國富     |          |          | 2.5      | 2.5      |                        | 岩內郡共和町 |        |
| 幌似     |          |          | 3.5      | 6.0      |                        | 岩內郡共和町 |        |
| 前田     |          |          | 3.0      | 9.0      |                        | 岩內郡共和町 |        |
| 西前田   |          |          | 3.1      | 12.1     |                        | 岩內郡共和町 |        |
| 岩內     |          |          | 2.8      | 14.9     |                        | 岩內郡岩內町 |        |

## 并行道路
- 北海道道266号大成黑松内停車場線
  - 北海道寿都郡黑松内町字黑松内（JR北海道黑松内站） - 北海道寿都郡黑松内町黑松内（北海道道266号大成黑松内停車场線交点
- 北海道道523号美川黑松内線
  - 北海道寿都郡黑松内町黒松内（北海道道266号大成黑松内停車場線交点） - 北海道島牧郡島牧村美川（国道229号交点）
- 国道229号
  - 北海道島牧郡島牧村美川（北海道道523号美川黒松内線） - 国道276号・北海道道270号岩内港線：岩内郡岩内町大浜（壁坂交点）